# Krampmacken

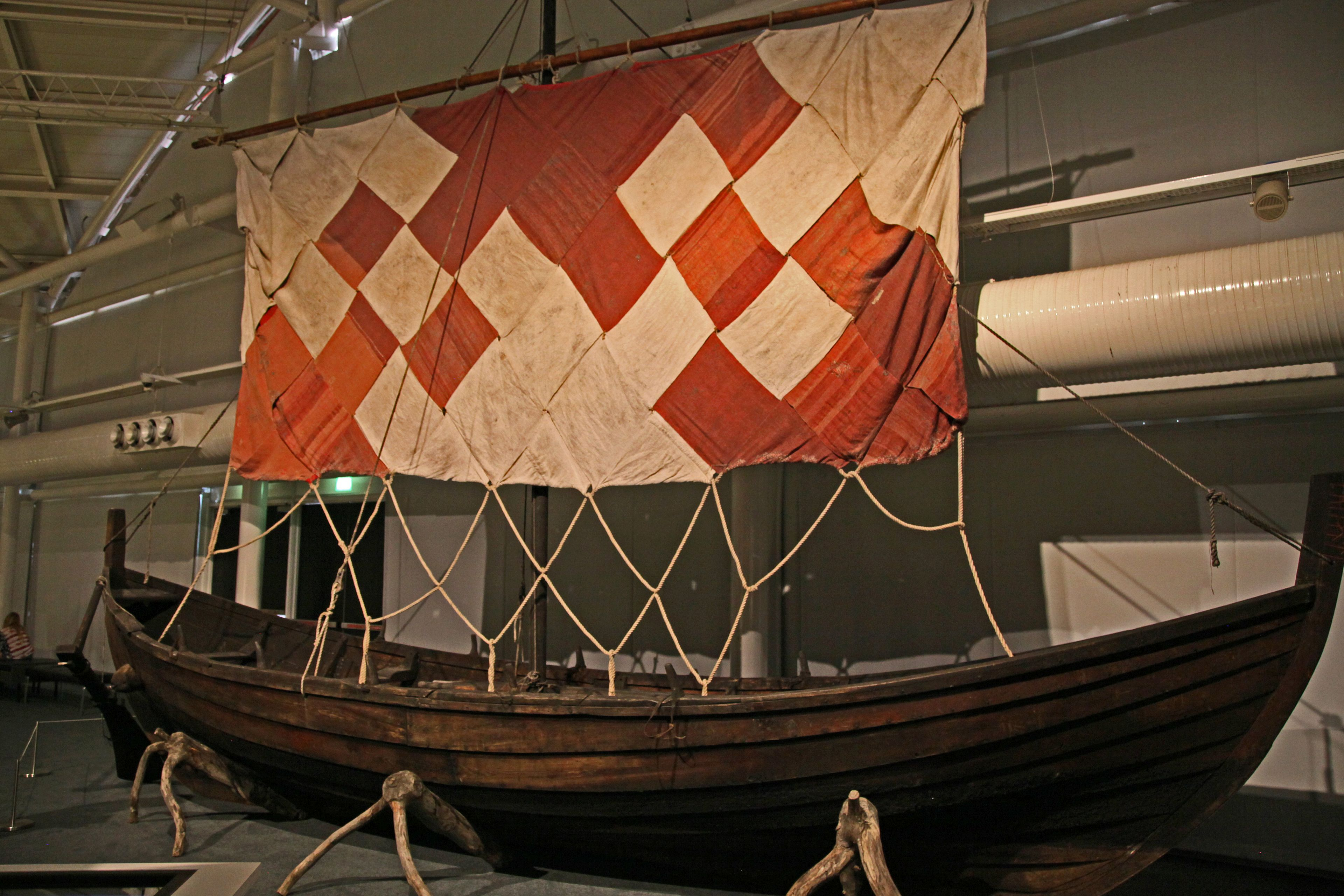
Krampmacken på Vikings – beyond the legend i Sydney 2013

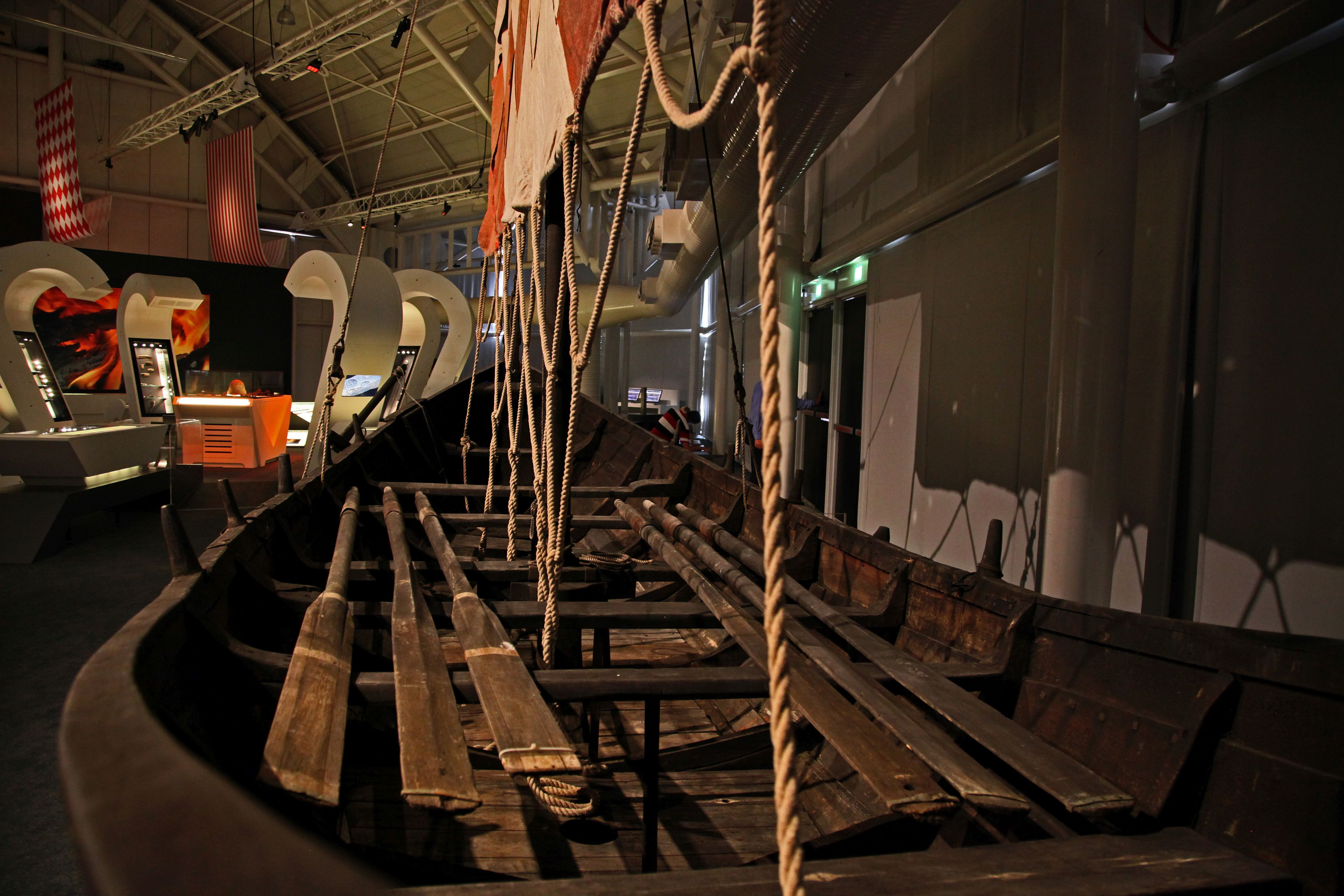
I Sydney 2013

Krampmacken är en rekonstruktion av ett vikingatida skepp, byggt 1980 av båtbyggaren Axel Luks, som 1983-1985 seglades från Gotland, via floderna till Wisla och Donau till Svarta Havet och Konstantinopel, det vikingatida Miklagård. 
Båten mäter 8 m x 2 m, har sex åror och plats för en besättning på cirka elva personer. Skrovformen och storleken är baserad på en av de båtar som hittats vid Bulverket i Tingstäde träsk. Utformningen av seglet har däremot blivit konstruerat efter de vikingatida gotländska bildstenarna.
Krampmacken har i sin tur fått utgöra modell för en lång rad andra återskapade vikingatid skepp.
Arkeologen och chefen för RAGU (Riksantikvarieämbetets Gotlandsundersökningar) Erik Nylén var en av initiativtagarna till projektet.
Krampmacken har fått efterföljare i att andra expeditioner med vikingatida skeppsrekonstruktioner senare tagit sig fram via de östeuropeiska floderna.
 Vid en expedition 1995-1997 tog man sig på de kaukasiska floderna ända ner till Baku vid Kaspiska havet.